# Dorymyrmex thoracicus
Dorymyrmex thoracicus es una especie de hormiga del género Dorymyrmex, subfamilia Dolichoderinae. Fue descrita científicamente por Gallardo en 1916.
Se distribuye por Argentina, Brasil, Paraguay y Venezuela. Se ha encontrado a elevaciones de hasta 150 metros. Vive en microhábitats como el césped.